# Palau de la Civilització Italiana
El Palau de la Civilització Italiana (en italià Palazzo della Civiltà Italiana), també conegut pel nom de Palazzo della Civiltà del Lavoro o senzillament pel de Colosseu Quadrat (Colosseo Quadrato, en italià) per la seva forma arquitectònica, és un edifici situat a la ciutat de Roma, més exactament a l'EUR. És una icona de l'anomenada Nova Arquitectura Clàssica i de l'arquitectura Feixista, com també un dels edificis més simbòlics de l'esmentat barri de la capital italiana.

## Història

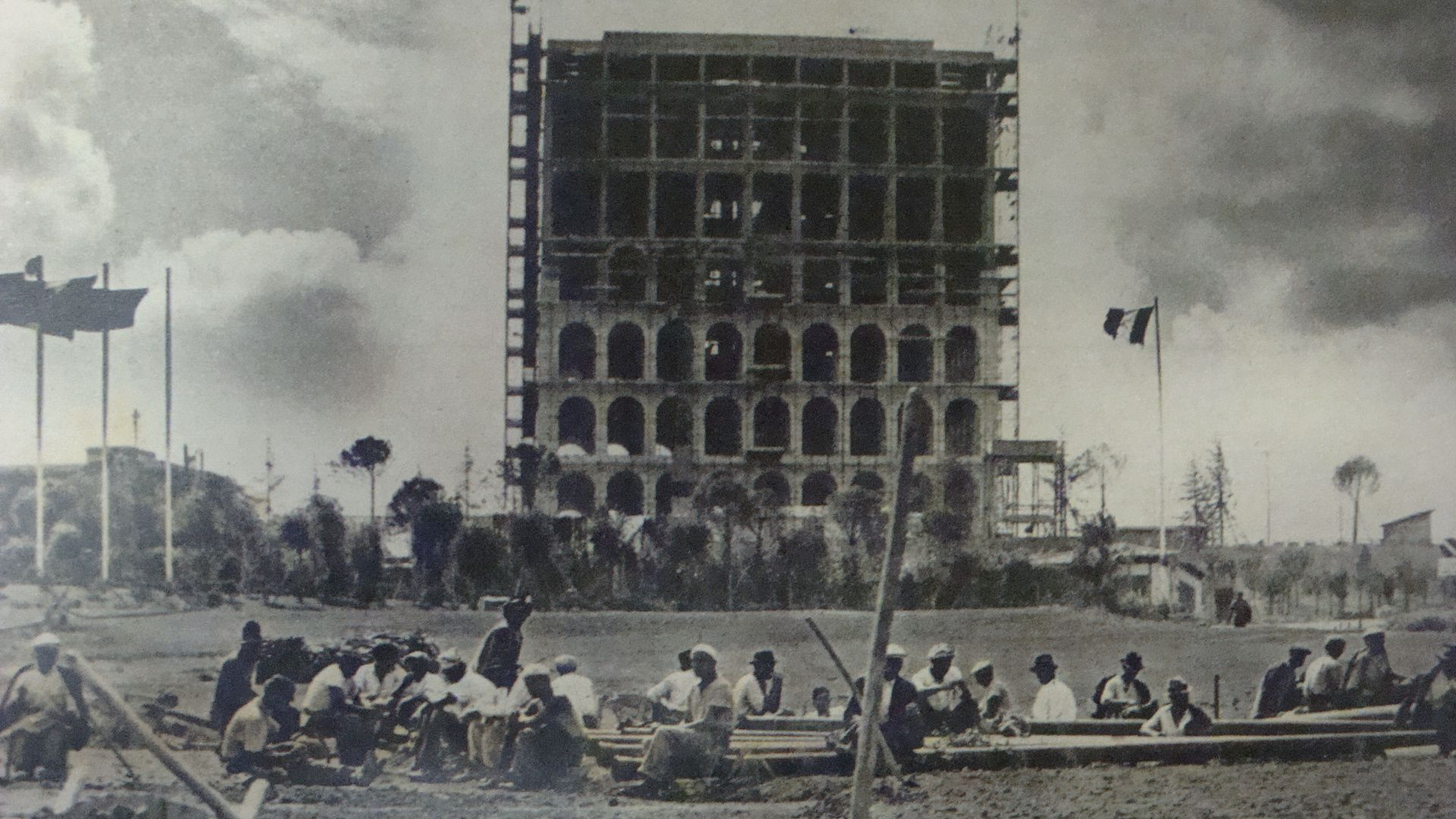
Vista de l'edifici durant la seva construcció (1940)

La història del Palazzo della Civiltà Italiana està íntimament lligada amb el del seu projecte mare, l'Exposició Universal que s'havia de celebrar el 1942 per commemorar el vintè aniversari del règim feixista. El Palau va ser dissenyat pels arquitectes Giovanni Guerrini, Ernesto Bruno Lapadula i Mario Romano. Les obres començaren el 1938 però l'esclat de la II Guerra Mundial i la conseqüent intervenció italiana forçaren la cancel·lació tant del projecte d'Exposició com de l'edifici. Va restar inacabat durant gairebé deu anys fins que el 1951, amb el naixement de l'Ens EUR, es reemprenguessin les obres tant del barri com del palau en qüestió. Ara el recinte que havia d'allotjar la fracassada exposició es convertia en el nou pol d'extensió dels principals ministreris o organismes oficials. El Palau de la Civilització Italiana obriria finalment les seves portes el 1953 per allotjar l'Exposició Internacional de l'Agricultura (EA53). Després fou seu de la Federació Nacional dels Cavallers del Treball (Federazione Nazionale dei Cavalieri del Lavoro) com també d'altres organismes d'ús ministerial.
A mitjans dels anys vuitanta l'Ens EUR recupera la plena propietat del Palau que estava inutilitzat, fora de la celebració d'alguns actes esporàdics. Entre 2003 i 2008, el palau va ser tancat al públic per restauració. El 18 de juliol del 2013 per un acord entre l'Ens EUR i el grup Fendi, marca de moda italiana, aquest arrenda l'edifici per una durada de quinze anys, fins al 2028. Segons sembla, aquesta marca empresarial paga 2,8 milions d'euros a l'any per ocupar l'espai.

## Disseny
El Palau s'alça sobre un impressionat pòdium escalinat. La base cobreix una àrea de 8.400 metres quadrats i l'edifici té un volum de 205,000 metres cúbics. L'alçada és 68 metres (50 metres sense la base) i segueix una planta quadrada en forma de paral·lelepípede amb quatre façanes iguals de ciment armat i cobert amb roca de travertí, el mateix material utilitzat en molts d'altres edificis edificats per a la non nata Exposició Universal del 42. Cada façana consta de 54 arcs (9 en línia i 6 en columna). Al capdamunt de cadascuna de les quatre façanes figura una inscripció manllevada d'un discurs pronunciat pel Benito Mussolini el 2 d'octubre de 1935: "Un poble de poetes, d'artistes, d'herois, de sants, de pensadors, de científics, de navegants, d'emigrants" (en italià: "Un popolo di poeti, di artisti, di eroi, di santi, di pensatori, di scienziati, di navigatori, di trasmigratori").

### Estatuari
A cadascun dels quatre cantons del pòdium se situen quatre grups escultòrics eqüestres elaborats per Publio Morbiducci i Alberto de Felci, que representen els Dioscurs, els dos herois grecs mítics, fills de Zeus i Leda. A la base de l'edifici figuren 28 estàtues addicionals d'aproximadament 3,4 metres d'alçada, cadascuna d'elles sota un arc, il·lustrant diverses indústries i comerços. Aquestes estàtues van ser afegides el 1942, havent estat construït per vuit empreses van especialitzar en el laborable de marbre de Carrara en les províncies de Lucca i Massa-Carrara. Anant sobre l'edifici seguint el sentit de les agulles del rellotge moda de l'entrada, les estàtues representen al·legories sobre:
- l'Heroisme
- la Música
- l'Artesania
- la política i els seus principals representants
- L'ordre social
- el Treball
- l'Agricultura
- la Filosofia
- el Comerç
- la Indústria
- l'Arqueologia
- l'Astronomia
- la Història
- la Invenció
- l'Arquitectura
- la Navegació
- l'Escultura
- les Matemàtiques
- el Teatre i els seus principals representants
- la Química
- l'Impremta
- la Medicina
- la Geografia
- la Física
- la Poesia i els seus principals representants
- la Pintura
- l'Exèrcit

## En pel·lícules i a la televisió
A causa de la seva particular forma, que fa recordar la monumentalitat de la Roma clàssica, el palau ha aparegut en diferents pel·lícules, incloent-hi, en ordre cronològic:
- Roma, ciutat oberta (1945), de Roberto Rossellini, amb Aldo Fabrizi i Anna Magnani, entre d'altres, en el seu repartiment
- O.K. Nerone (1951) de Mario Soldati
- Boccaccio '70 (1962), en l'episodi Le tentazioni del dottor Antonio de Federico Fellini, amb Peppino de Filippo i Anita Ekberg
- 8½ (1963), de Federico Fellini
- L'últim home sobre la terra (The Last Man on Earth, 1964) per Ubaldo Ragona i Sidney Salkow, amb Vincent Price
- El ventre d'un arquitecte (The Belly of an Architect, 1987) de Peter Greenaway
- El gran falcó (Hudson Hawk, 1991) de Michael Lehmann, amb Bruce Willis
- Marcs fatals (1996), d'Al Festa, amb Rick Gianasi
- Titus (1999) de Julie Taymor, amb Anthony Hopkins
- Equilibrium (2001) de Kurt Wimmer, amb Christian Bale
- Zoolander 2 (2016)